# Peasiella
Peasiella isseli
| regnum = Animalia
| phylum = Mollusca
| classis = Gastropoda
| unranked_familia = nhánh Caenogastropoda
nhánh Hypsogastropoda
nhánh Littorinimorpha
| superfamilia = Littorinoidea
| familia = Littorinidae
| subfamilia = 
| genus = Peasiella
| genus_authority = Nevill, 1885
| synonyms_ref = 
| synonyms = 
| name = Peasiella
| image = Peasiella isseli (YPM IZ 050972).jpeg
}}
Peasiella là một chi ốc biển, là động vật thân mềm chân bụng sống ở biển trong họ Littorinidae.

## Các loài
Các loài thuộc chi Peasiella bao gồm:
- Peasiella conoidalis (Pease, 1868)[2]
- Peasiella fasciata Reid & Mak, 1998[3]
- Peasiella fuscopiperata (Turton, 1932)[4]
- Peasiella habei Reid & Mak, 1998[5]
- Peasiella infracostata (Issel, 1869)[6]
- Peasiella isseli (Semper in Issel, 1869)[7]
- Peasiella lutulenta Reid, 1989[8]
- Peasiella mauritiana (Viader, 1951)[9]
- Peasiella patula Reid & Mak, 1998[10]
- Peasiella roepstorffiana (Nevill, 1885)[11]
- Peasiella tantilla (Gould, 1849)[12]